# 인간 이상
《인간 이상(More Than Human)》은 1953년 출간된 SF 소설로서, 시어도어 스터전의 초기 대표작이며, 작가의 다른 작품들(The Fabulous Idiot, Baby is Three, Morality)을 합쳐서 만든 것이다. 이른바 초인소설이며 일종의 성장소설.

## 수상
국제 환타지 상 (International Fantasy Award) (1954년)

## 출판
- 《헤비메탈》(Heavy Metal)이라는 제목으로 사이먼 앤 슈스터사(Simon & Schuster)에서 그래픽 노블 (graphic novel)판을 출간하였다 (Doug Mench 작, Alex Nino 일러스트레이트, 1978년).
- 《인간을 넘어서》시공사 출판 (고장원 번역, 1998년).

## 플롯
6명의 초능력자들이 만나서 각자의 능력을 합치고 마치 하나의 유기체처럼 행동하게 된다. 결국에는 호모 게슈탈트(homo gestalt)라고 하는 보다 성숙한 다음 진화단계로 나아간다는 이야기. 

## 내용
1부, 위대한 바보. 바보로 알려진 25세의 남자 로운, 그와 유일하게 정신적으로 교감하는 에블린, 정신동력을 발휘하는 어린아이 제니, 쌍둥이 보니와 비니, 그리고 농부의 아기에 대한 이야기이다.

2부, 아기는 세 살.

3부, 도덕성.